# Teressa Liane
Teressa Liane (Melbourne, 11 marzo 1988) è un'attrice australiana, conosciuta per i suoi ruoli di Mary Louise in The Vampire Diaries e di Angelica in Into the Badlands.

## Filmografia
- The Cup, regia di Simon Wincer (2011)
- Any Questions for Ben?, regia di Rob Sitch (2012)
- Audio Commentary, regia di Christopher Kay - cortometraggio (2013)
- Goldie, regia di Tim Churchward - cortometraggio (2013)

### Televisione
- Neighbours - soap opera, 26 episodi (2011-2013)
- Into the Badlands - serie TV, 3 episodi (2015)
- The Vampire Diaries - serie TV, 11 episodi (2015-2016)
- Stitchers - serie TV, un episodio (2017)
- L'Impero romano - serie TV, 4 episodi (2019)
- Magnum P.I. - serie TV, episodio 4x19 (2022)

## Doppiatrici italiane
Nelle versioni in italiano delle opere in cui ha recitato, Teressa Liane è stata doppiata da:
- Valentina Mari in Magnum P.I.
- Chiara Gioncardi in The  Vampire Diaries
- Paola Majano in L'impero Romano